# Emily Carroll
Pour les articles homonymes, voir Carroll.
Emily Carroll, né en juin 1983 à London en Ontario, est une autrice de bande dessinée canadienne.

## Biographie

### Webcomics
Carroll dessine et publie son premier comics sur son site wenen mai. Son troisième webcomics intitulé His Face All Red est publié le 31 octobre 2010 et devient rapidement viral,,.
Carroll continue de publier de courts récits d'horreur sur son site web. En 2014, pour son webcomics The Hole the Fox Did Make, Carroll choisit un format plus contraint pour voir comment elle peut réussir à écrire dans un espace limité. Depuis, elle crée ses webcomics entre deux travaux.

### Travaux imprimés
Emily Carroll a participé à plusieurs anthologies dont Explorer: Mystery Boxes, Fairy Tale Comics, Creepy et The Witching Hour.
En 2014, elle publie Through the Woods, une anthologie de quatre histoires originales et une adaptation de son webcomics His Face All Red,. Through the Woods remporte un Prix Eisner un prix Ignatz et un Prix British Fantasy.
En 2015, elle illustre le roman graphique Baba Yaga's Assistant pour Candlewick Press et une adaptation du roman Vous parler de ça de Laurie Halse Anderson. En 2019, elle publie When I Arrived at the Castle, un roman graphique qu'elle écrit et dessine.

### Autres illustrations
Emily Carroll crée les illustrations en 2013 pour les jeux vidéo Gone Home et The Yawhg.

## Ludographie
- 2013 : Gone Home, illustrations
- 2013 : The Yawhg, direction artistique

## Publications en français
- Dans les bois (traduction de l'album Through the woods), Casterman, 2016  (ISBN 9782203097513).
- Speak, Rue de Sèvres, 2019  (ISBN 9782369819974). Adaptation du roman Speak (Vous parler de ça) de Laurie Halse Anderson.
- L'Assistante de la Baba Yaga (dessin), avec Marika McCoola (scénario), Kinaye, coll. « Graphic Kid », 2019  (ISBN 9782357990012).
- Quand je suis arrivée au château, IMHO, 2021  (ISBN 9782364810167).

## Prix et récompenses
- 2014 : Prix Pigskin Peters[14]
- 2015 : 
  -  Prix Eisner du meilleur recueil pour Dans les bois et de la meilleure histoire courte pour « When the Darkness Presses »[7]
  -  Prix Ignatz du meilleur auteur pour Dans les bois[8]
  -  Prix British Fantasy du meilleur comics ou roman graphique pour Dans les bois[9]
- 2019 : Prix Joe-Shuster du meilleur auteur pour Beneath the Dead Oak Tree[15].
- 2024 : Prix Doug-Wright du meilleur livre pour A Guest in the House